# Palenque
Palenque è un sito archeologico maya situato nello stato messicano del Chiapas, non lontano dal fiume Usumacinta e circa 130 km a sud di Ciudad del Carmen. È un sito di medie dimensioni, più piccolo rispetto a Tikal e Copán, ma contiene alcune delle più belle opere di architettura e scultura che i Maya abbiano prodotto.
L'area abbraccia circa 2,5 km², ma si stima che si sia esplorato meno del 10% della superficie totale che raggiunse la città, in quanto ancora moltissime strutture rimangono coperte dalla foresta. Nel 1981 Palenque fu designata "Zona Protetta" e nel 1987 l'UNESCO la dichiarò Patrimonio dell'Umanità.

## Il nome
Il sito era già abbandonato da molto tempo quando gli spagnoli arrivarono nella zona del Chiapas, nel XVI secolo.
Il primo europeo a visitare le rovine e a redigere un resoconto fu il frate domenicano Pedro Lorenzo de la Nada nel 1567. Al tempo, il popolo Ch'ol che abitava le zone, lo chiamava Otolum, che significa "terra con forti case". De la Nada lo tradusse approssimativamente in spagnolo come Palenque, che significa "fortezza". Questo divenne poi il nome della città (Santo Domingo del Palenque) che venne costruita su alcune rovine periferiche nella valle, sopra il principale centro cerimoniale dell'antica città.
Un altro antico nome di Palenque fu Lakam Ha, che si può tradurre come "grandi acque", per i fiumi e le grandi cascate che si trovano nella zona del sito. Fu la capitale dell'importante stato di B'aakal (ossa), dell'età classica maya.

## Storia

### Palenque Maya
Sebbene il sito fosse già occupato alla metà del periodo pre-classico, ha acquistato una certa importanza solo dopo diversi secoli. Le prime strutture famose oggi visibili furono costruite a partire dal 600. Situato nell'estremità occidentale del territorio maya, al bordo dell'altopiano del sud, B'aakal fu un centro grande e vitale della civiltà maya dal V secolo al IX secolo
Se crediamo alla lista dei re "mitici" di Palenque, il primo regnante dello Stato di B'aakal, oggi conosciuto come U K'ix Chan, sarebbe stato probabilmente Olmeco. Politicamente, la città ebbe alti e bassi, fino alla prima disastrosa sconfitta di Calakmul nel 599, seguita da un'altra nel 611.
Era di B'aakal il più conosciuto Ajaw (re) maya, K'inich Janaab' Pakal (Pacal il grande), che regnò dal 615 al 683.
Le informazioni disponibili sono il frutto delle investigazioni archeologiche passate e presenti e, come tali, sono suscettibili a continue modifiche, dovute all'evoluzione delle ipotesi. In particolare, i dati di seguito riportati si riferiscono alle ipotesi proposte all'inizio del XXI secolo.

#### Dati generali

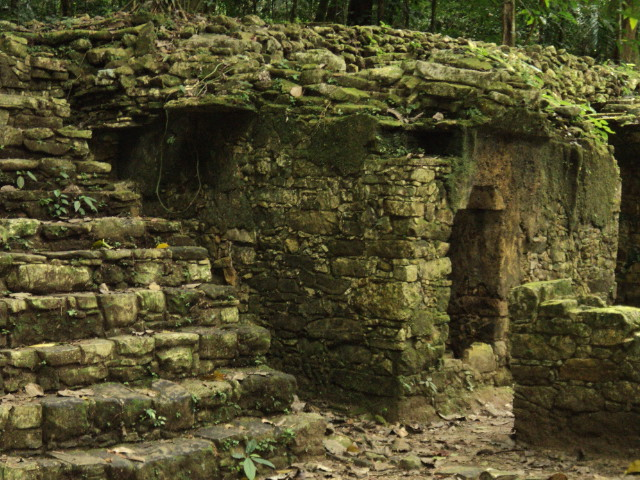
Il terreno adiacente alle piramidi era probabilmente residenziale e riservato alla classe dirigente della società Maya.

I Maya fondarono Lakam Ha durante il Periodo preclassico mesoamericano (2500 a.C.- 300 d.C.), attorno al 100 a.C., come un villaggio prevalentemente agricolo, in una zona favorita dalle numerose sorgenti e fiumi della regione.
La popolazione crebbe durante il Periodo classico mesoamericano (200-600) e Palenque assunse le dimensioni di una città, fino a divenire nel Periodo classico Tardo (600-900) la capitale della regione di B'akaal (osso nell'antica lingua dei Maya), compresa tra la zona di Chiapas e Tabasco.
La più antica delle strutture che sono state scoperte fu costruita attorno all'anno 600.
B'akaal fu un centro importante della civiltà Maya tra il V ed il IX secolo; durante tale periodo si alternarono epoche di gloria e di catastrofe, di alleanze e guerre.
In più di una occasione si alleò con Tikal, l'altra grande città Maya dell'epoca, nel tentativo di contenere l'espansione del belligerante Calakmul, anche chiamato "Regno del Serpente", cosa che costò a Palenque la sconfitta per ben due volte nel 599 e nel 611.
I governanti di B'akaal vantavano un'antica stirpe. Alcuni di loro si vantavano di risalire ai tempi preistorici, fino alla creazione del mondo che, nella mitologia Maya, era da datarsi nell'anno 3114 a.C.
Le teorie archeologiche moderne ritengono che la prima dinastia dei suoi regnanti era probabilmente di origine olmeca.

#### Periodo Classico Iniziale

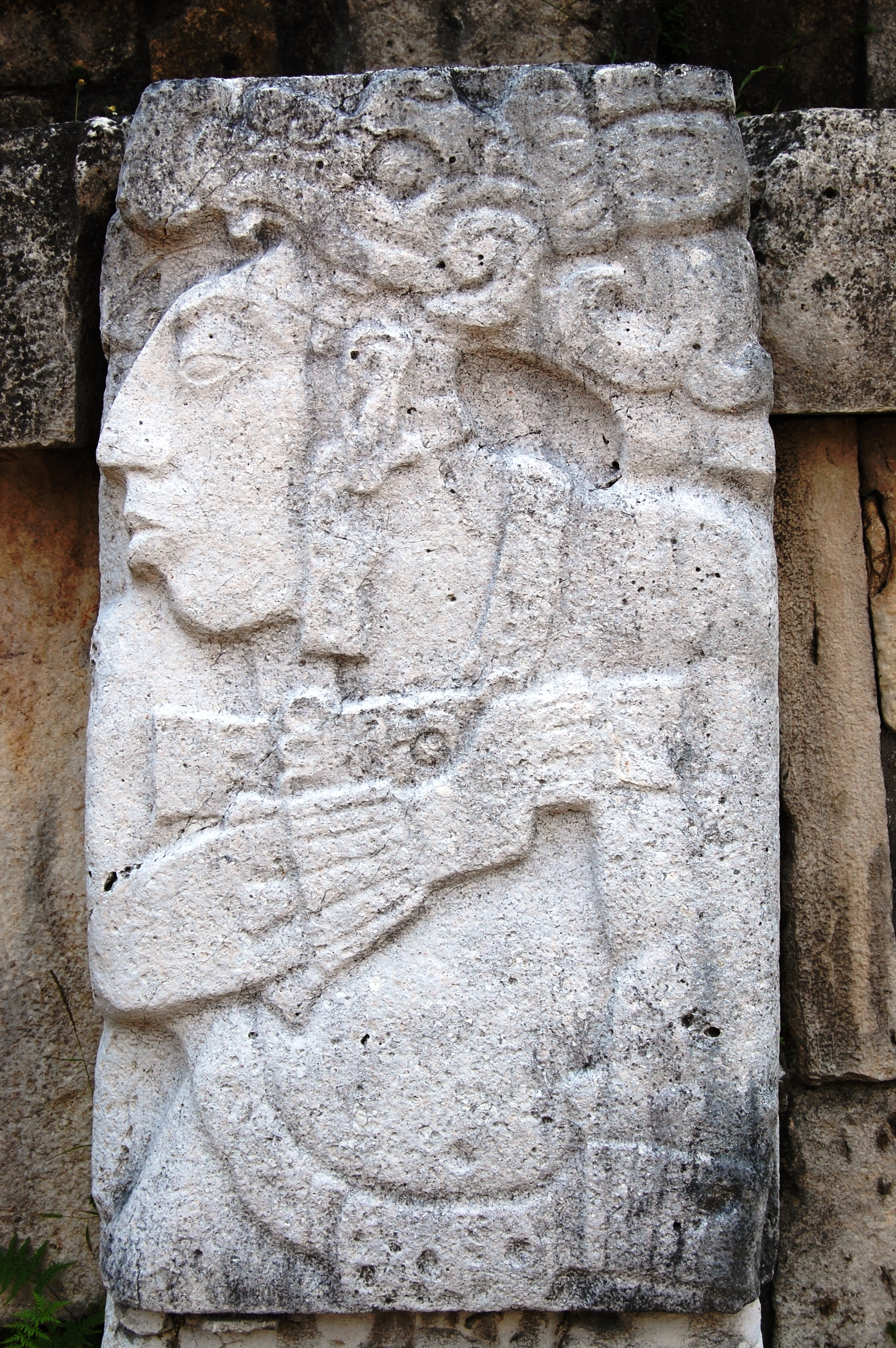
Pacal il Grande in rilievo.

Il primo Signore di B'akaal (chiamato Ajaw) del quale si ha informazione fu K'uk B'alam (Quetzal Giaguaro), a volte chiamato Grande Signore di Toktán, che governò quattro anni a partire dal 431. Dopo di lui giunse al potere un ajaw soprannominato Gasparín dagli archeologi.
I due ajaw seguenti erano probabilmente figli di Gasparín. Poco si sapeva del primo di loro, B'utz Aj Sak Chiik, finché nel 1994 non fu trovato una tavola che descriveva un rituale verso l'ajaw. Nella stessa tavola viene menzionato come suo giovane successore Ahkal Mo' Naab I che si ritiene avesse una relazione parentale con B'utz Aj Sak Chiik.
Per ragioni sconosciute Ahkal Mo' Naab I ebbe grande prestigio, infatti i signori che lo seguirono si dimostrarono molto orgogliosi di essere suoi discendenti.
Quando morì Ahkal Mo' Naab I nel 524, ci fu un trono vacante per quattro anni dopo dei quali, il successivo ajaw fu incoronato a Toktán nel 529. K'an Joy Chitam I governò per 36 anni. I suoi figli Ahkal Mo' Naab II e K'an B'alam I governarono nei periodi successivi, con un periodo intermedio in cui non si sa se ci fu un ajaw ed eventualmente il suo nome.
K'an B'alam I fu il primo ajaw ad utilizzare il soprannome Kinich, o grande sole, che poi fu utilizzato anche dai signori seguenti.
Gli succedette nel 583 Yol Iknal, che si crede fosse sua figlia.
Le iscrizioni trovare a Palenque documentano una battaglia che venne combattuta durante il suo governo, nella quale le truppe di Calakmul invasero e saccheggiarono Palenque, fatto che non aveva precedenti storici.
La battaglia e il saccheggio avvennero il giorno 21 aprile del 599.
Una seconda vittoria di Calakmul avvenne quasi dodici anni dopo, nel 611, sotto il governo di Zak K'uk, una forestiera di sangue reale che fu consacrata Grande Dama e Madre di Pacal il Grande.
In questa occasione l'ajaw di Calakmul entrò personalmente a Palenque, consolidando la significativa sconfitta militare, che fu seguita da un'epoca di disordine politico.
La disfatta fu tale che nel 615 (anno in cui Pacal il Grande salì al trono) iniziò una delle tappe costruttive più importanti della città.

#### Periodo Classico Tardo
B'aakal entrò nel Periodo Classico Tardo nel disordine generale provocato dalla sconfitta da parte di Calakmul.
I testi scritti nel 613 sono pessimisti: "Persa è la Divina Signora, perso è il Re", citano alcuni scritti, aggiungendo che alcuni riti fondamentali nemmeno venivano celebrati. Non si sono trovate menzioni riguardanti al reggente di turno.
Gli archeologi credono che dopo la morte di Aj Ne'Ohl Mat, assunse il potere un uomo chiamato Janaab Pakal, a volte chiamato Pakal I grazie ad un accordo politico. Janaab Pakal assunse le funzioni di ajaw ma non fu mai incoronato. A lui succedette sua figlia nel 612, la signora Sak K'uk, che governò solo tre anni, abdicando a favore di suo figlio di dodici anni. La dinastia fu ristabilita a partire da allora e B'aakal riacquistò lentamente il potere perduto.

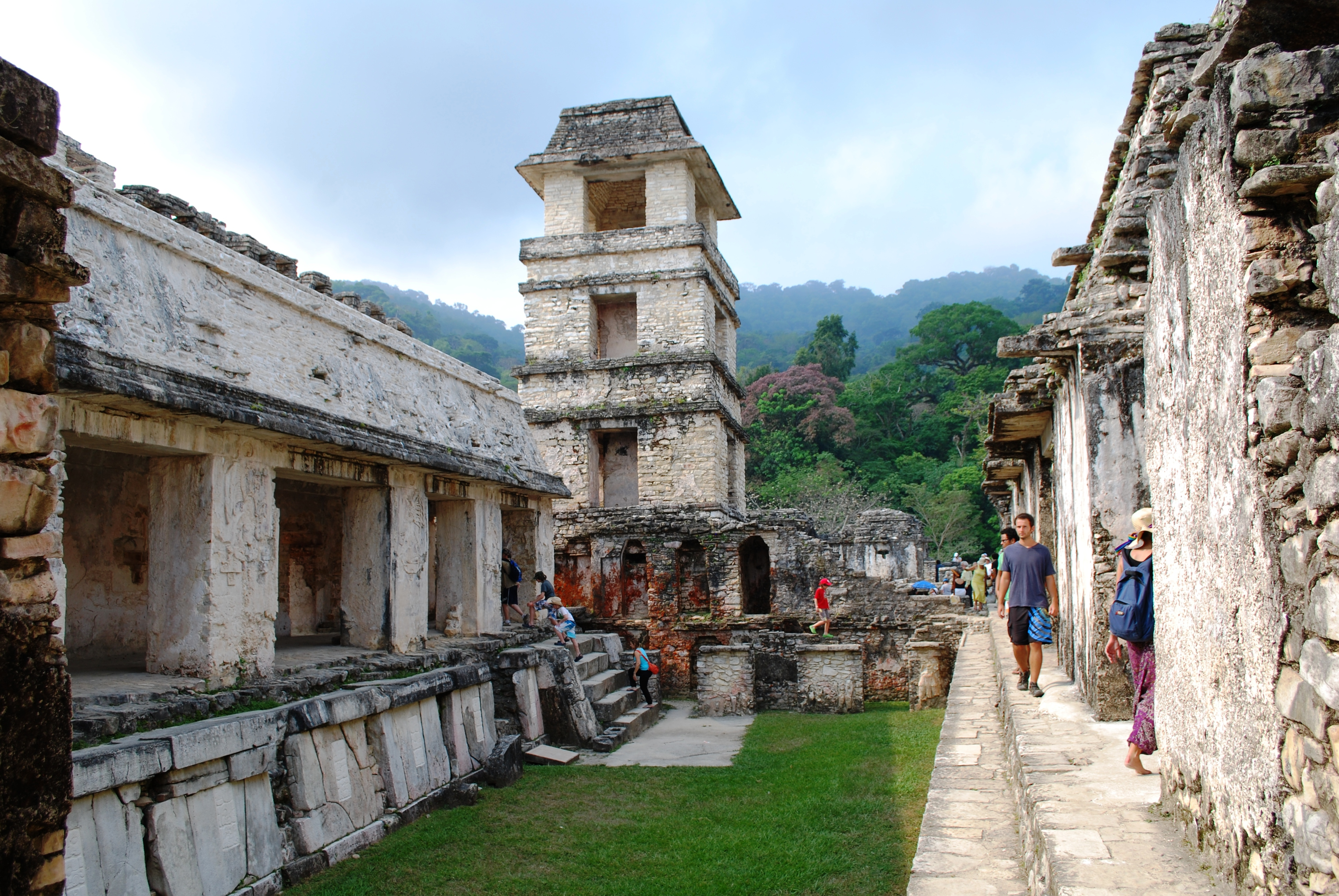
Il Palazzo

Il figlio di Sak K'uk è il signore Maya più conosciuto: K'inich Janaab' Pakal, anche chiamato Pacal il Grande. Regnò su Palenque a partire dai 12 anni, dal 615 al 683. Conosciuto come il "Protetto dagli Dei" riportò Palenque a nuovi livelli di splendore
Pacal il Grande si sposò con la principessa di Oktán nel 624 ed ebbe due figli.
Durante il suo governo si costruirono la maggior parte degli edifici e dei templi di Palenque. La città fiorì come mai prima, eclissando la fama di Tikal. L'insieme di edifici centrali, conosciuto come Il Palazzo, fu ampliato e rimodellato in varie occasioni proprio negli anni 654, 661 e 668.
In questa struttura venne rinvenuto un testo dove si evince che Palenque era a quell'epoca alleata di Tikal e di Yaxchilán, nonché vennero catturati sei signori di città nemiche.

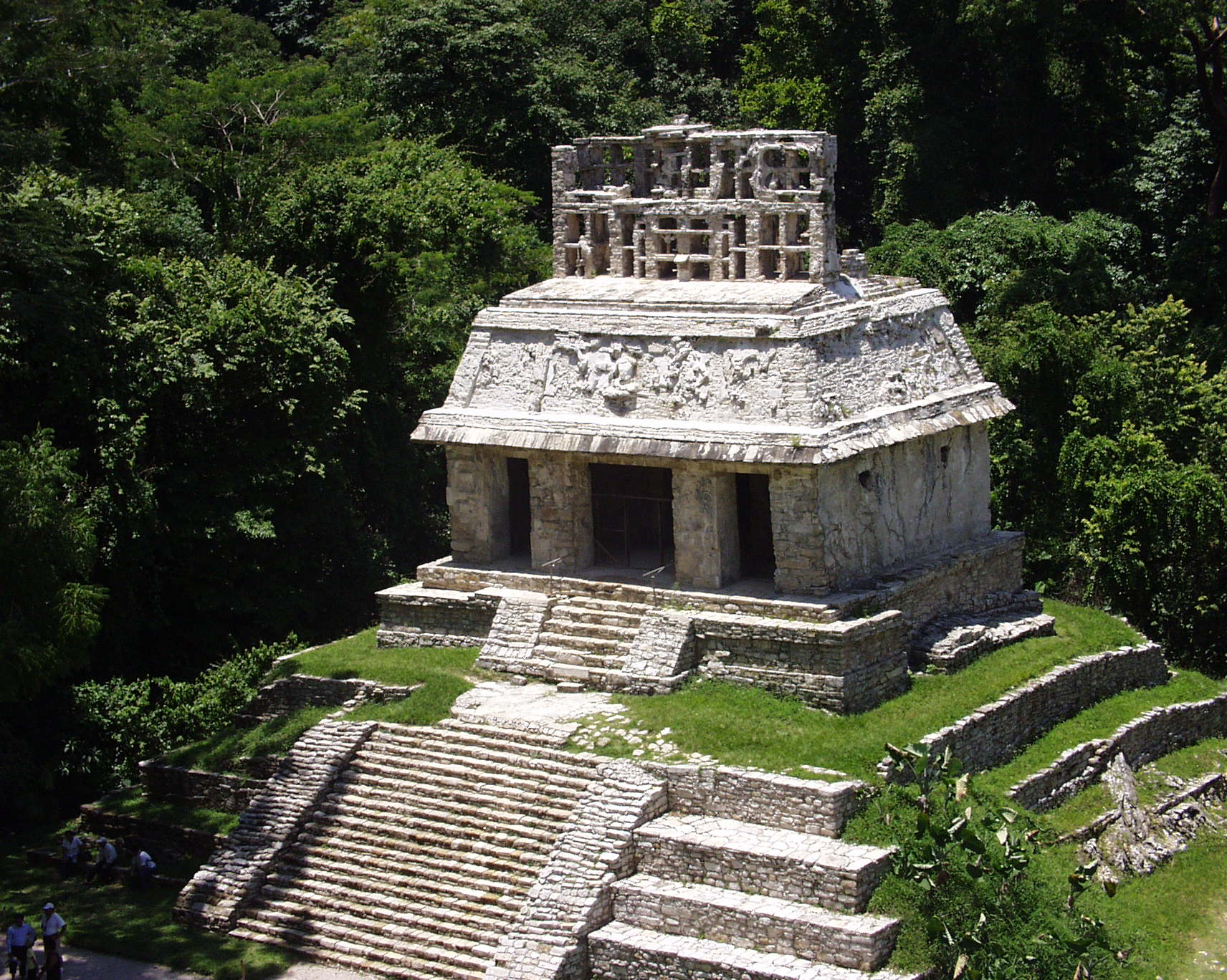
Tempio del Sole

Dopo la morte di Pacal il Grande, nel 683, suo figlio maggiore, K'inich Kan B'alam, assunse il comando e ad egli succedette nel 702 il fratello K'inich K'an Joy Chitam II. Il primo continuò le opere architettoniche e scultoree che aveva iniziato il padre, oltre a terminare la costruzione della famosa tomba di Pacal il Grande. Iniziò anche ambiziosi progetti come il Congiunto delle Croci. Grazie alle numerose opere iniziate durante il suo governo, oggi abbiamo i ritratti di questo ajaw, rinvenuti in varie sculture. Suo fratello, continuando con lo stesso impegno artistico e costruttivo del primo, ricostrui' e ampliò la parte nord del Palazzo.
Grazie al regno di questi tre Signori, B'aakal ebbe un secolo di crescita e di splendore.
Nel 711, Palenque fu assediata dal regno di Toniná, che riuscì a prendere come prigioniero l'anziano Signore K'inich K'an Joy Chitam II. Non si sa che fine abbia fatto l'ajaw, ma gli storici ritengono sia stato assassinato in Toniná. Per dieci anni seguenti il trono fu vacante, fino all'incoronazione di K'inich Ahkal Mo' Nab' III nell'anno 722. Benché il nuovo signore appartenesse alla famiglia reale, non vi è certezza che fosse l'erede diretto di K'inich K'an Joy Chitam II e si pensa piuttosto ad una deviazione dalla linea dinastica. K'inich Ahkal Mo' Nab' III probabilmente giunse al potere dopo aver dedicato molti anni ad intrallazzi politici e ad alleanze. Questo ajaw, suo figlio e suo nipote governarono fino alla fine del secolo. Poco si sa di quest'epoca, a parte che Toniná era sempre sul piede di guerra contro Palenque, e proprio in questa città furono ritrovati geroglifici riguardanti un'ulteriore sconfitta di Palenque.

#### L'abbandono di Palenque

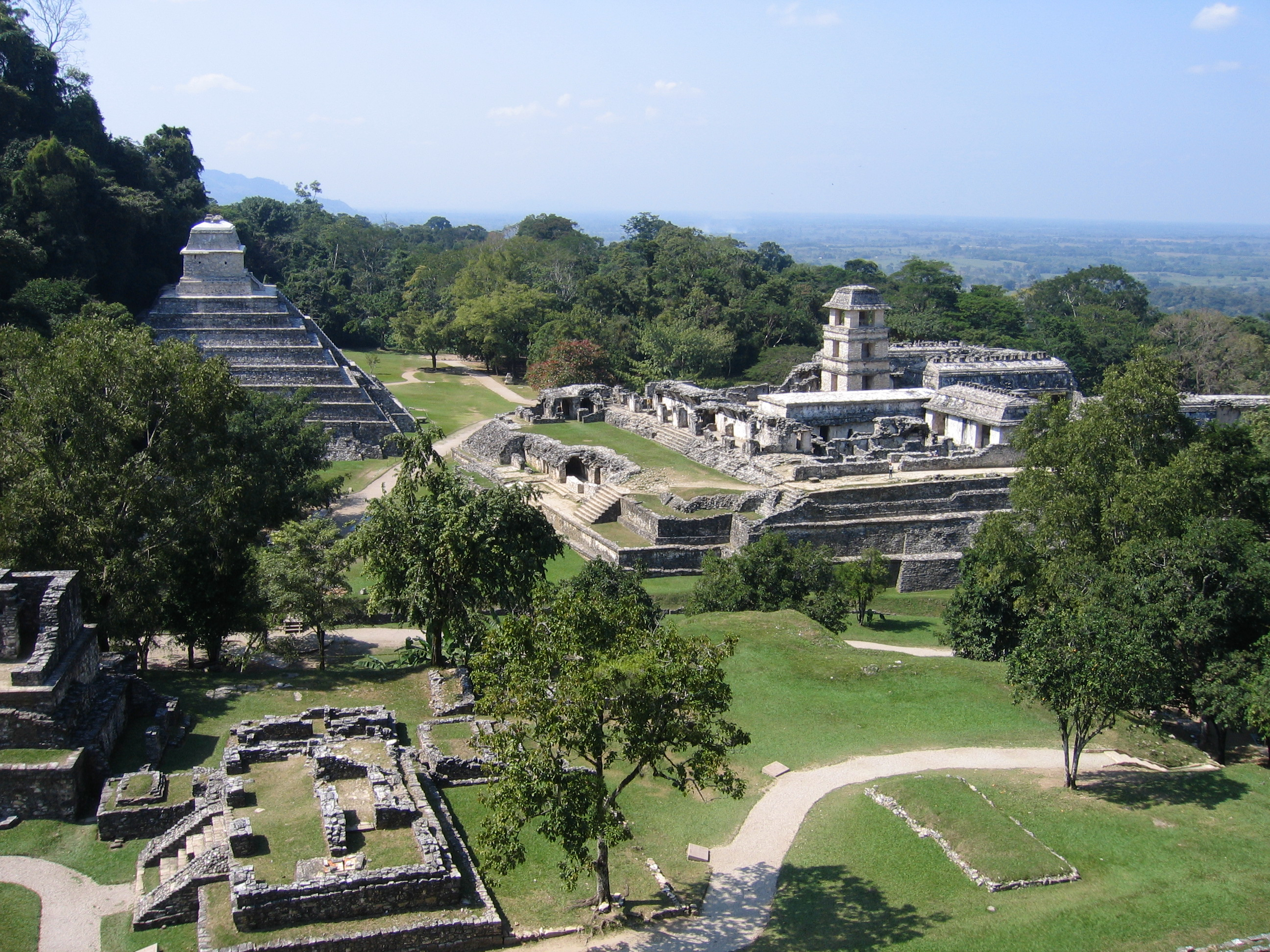
Rovine di Palenque.

B'aakal fu costantemente assediata durante l'VIII secolo, allo stesso modo che altre città Maya del Periodo Classico.
Wak Kini Janaab' Pakal, anche chiamato Pacal IV, iniziò a governare nel 799; dopo di lui si persero le tracce della dinastia di Palenque. Dopo l'anno 800 non vi furono nuove costruzioni nel centro cerimoniale, benché sia noto che all'inizio del IX secolo B'aakal occupava una posizione rispettabile ed influente nella regione e che non vi fossero ancora segni di abbandono o di emigrazioni.
Lakam Ha continuò ad essere abitata per alcune generazioni che si dedicarono all'agricoltura; il luogo fu abbandonato gradatamente lasciando lo spazio alla foresta che avanzava. Entro il XVI secolo la regione era completamente disabitata.

### Palenque moderna

#### Riscoperta nel secolo XVIII
Il municipio di Santo Domingo de Palenque fu fondato nelle vicinanze della zona archeologica nel secolo XVII. Ciò nonostante, nessuno dedicò particolare attenzione alla città abbandonata fino al 1773, quando Don Ramón de Ordoñez y Aguilar la visitò, e riferì al Capitano Generale del Guatemala. Quindi la città fu visitata l'anno seguente e le rovine furono riclassificate di alto interesse, per cui due anni più tardi, l'esploratore e architetto Antonio Bernasconi, accompagnato da un contingente militare comandato dal colonnello Antonio del Río, fu inviato sul posto per descriverlo. Mentre esploravano la città abbandonata, le truppe distrussero parecchie mura per poter accedere all'interno degli edifici, arrecando un danno irreparabile. Bernasconi disegnò la prima mappa moderna della città e produsse alcune copie dei bassorilievi.

#### Esplorazioni del secolo XIX
Nel 1807, il disegnatore Luciano Castañeda fece più mappe della città. Con le informazioni delle ultime spedizioni e dai contenuti delle opere di Bernasconi e Castañeda, fu pubblicato il primo libro su Palenque a Londra nel 1822, dal titolo "Descriptions of the Ruins of an Ancient City, discovered near Palenque" (Descrizione delle rovine antiche scoperte vicino a Palenque).
Nel 1834, apparvero altre due pubblicazioni basate sulle stesse fonti.
Fino all'inizio del secolo XIX si credette che le figure rappresentate nelle sculture e nei bassorilievi di Palenque rappresentassero Egiziani, Polinesiani, o le Dieci Tribù Perdute di Israele.
Nel 1831, nel documento circa la sua visita a Palenque, l'esploratore militare Juan Galindo fu il primo a notare che le figure rappresentate a Palenque erano più simili alla popolazione locale.
Nel 1832, l'antiquario, cartografo e esploratore francese Jean Frédéric Waldeck trascorse due anni a Palenque facendo schizzi che vennero pubblicati nel 1866.
Contemporaneamente, nel 1840 il governatore del Honduras Britannico inviò Patrick Walker e Herbert Caddy e successivamente John Lloyd Stephens e Frederick Catherwood a esplorare la città.
L'anno seguente, i britannici pubblicarono una descrizione illustrata superiore a qualsiasi anteriore.
Il fotografo francese Désiré Charnay fece le prime foto di Palenque nel 1858, e vi tornò nel 1881-1882. L'esploratore inglese Alfred Maudslay stabilì il proprio accampamento a Palenque nel 1890, e fece numerose fotografie delle opere d'arte ed iscrizioni, realizzando in seguito modelli di carta e plastica delle iscrizioni.

#### Esplorazioni del secolo XX

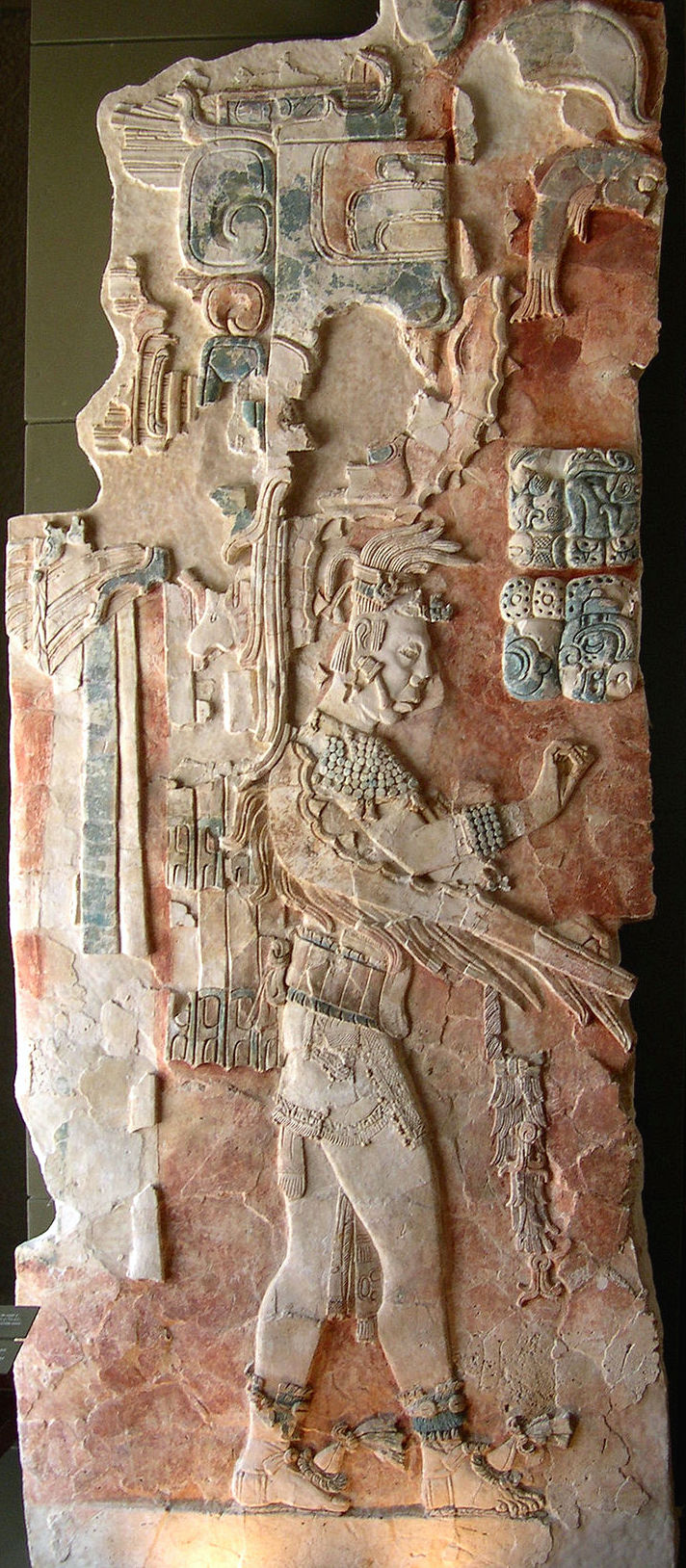
Bassorilievo nel museo di Palenque.

All'inizio del XX secolo ci furono molte spedizioni, la più importante delle quali fu quella di Frans Blom nel 1923, che tracciò delle mappe della parte nota della città e di altre aree molto meno esplorate, inviando poi i documenti al governo messicano, con raccomandazioni circa i lavori che dovevano essere fatti al fine di conservare le rovine.
Tra il 1949 e il 1952, il governo messicano, tramite l'Instituto Nacional de Antropología e Historia (INAH), inviò una squadra di esploratori e scavatori capeggiata dall'archeologo messicano Alberto Ruz Lhuillier. Tra i contributi di questa squadra si annovera la scoperta sotto al Templo delle Iscrizioni, della tomba del re Pacal il Grande (K'inich Janaab' Pakal), considerata da molti la tomba più importante ritrovata in tutta l'area mesoamericana. Lo stesso Ruz fu il primo essere umano ad osservare la tomba dopo più di mille anni. Successivamente Jorge Acosta comandò un'altra spedizione dell'INAH negli anni 1970. Nella stessa decade, l'INAH costruì un museo archeologico nella zona, intitolato all'archeologo Dr. Alberto Ruz Lhuillier.
L'ispirazione di Merle Green Robertson portò nel 1973 alla prima tavola rotonda su Palenque: una serie di incontri di studiosi della civiltà Maya per scoprire ed esaminare nuovi ritrovamenti.
Robertson contribuì all'esplorazione di Palenque principalmente registrando tracce di colori delle sculture. Le attività investigative archeologiche sono state praticamente interrotte, anche se nel 1995 le attività della tavola rotonda furono riprese.

## Descrizione del sito

### Il "Tempio delle iscrizioni"

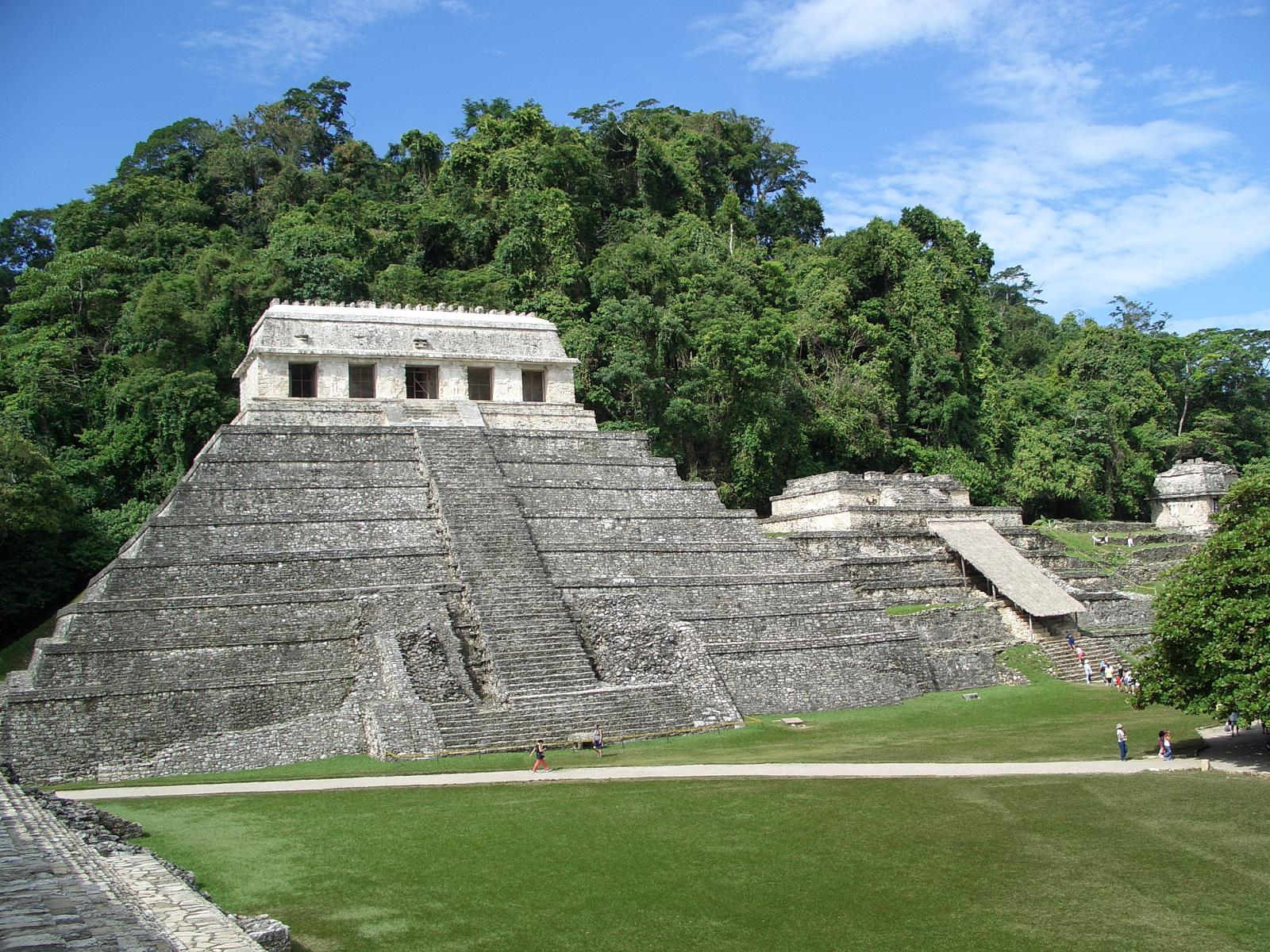
Il "Tempio delle Iscrizioni"

Il Tempio delle iscrizioni, risalente a circa il 675 è il monumento funebre del re Pacal.
È uno degli edifici più significativi del sito ed una delle tombe più notevoli del centroamerica, ospitando il secondo geroglifico per lunghezza del mondo Maya (il primo è il geroglifico di Copan).
Il tempio è costruito su una piramide a gradini posizionata nella zona est del sito archeologico. La piramide ha una base di 60 m x 42,5 m ed un'altezza di 27,2 m.
Il tempio sovrastante ha una base di 25.5 m x 10.5 m ed un'altezza di 11.4 m.
Le pietre più grandi pesano da 12 a 15 tonnellate e sono posizionate sulla cima della piramide. Il volume totale della piramide e del tempio è di 32500 metri cubi.
Nel 1952 Alberto Ruz Lhuillier rimosse una pietra del pavimento in una sala del tempio e scoprì un passaggio segreto che conduceva, attraverso una lunga scalinata, alla tomba di Pakal.
La tomba di Pakal è rinomata per l'enorme sarcofago decorato con bassorilievi, per i ricchi ornamenti che ornavano Pakal e per le sculture di stucco che decorano le pareti della tomba.

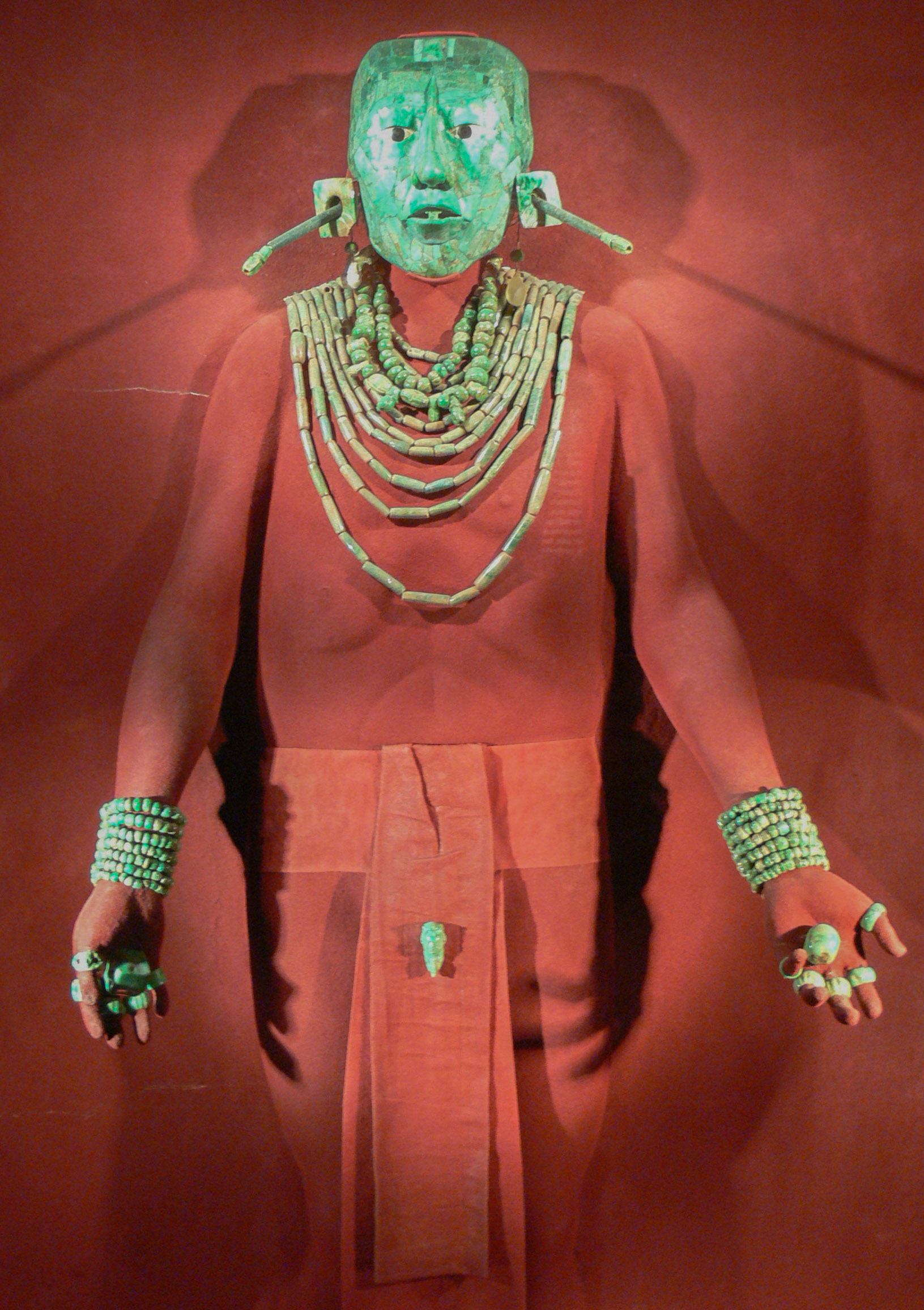
Tomba di Pakal: Ornamenti funebri
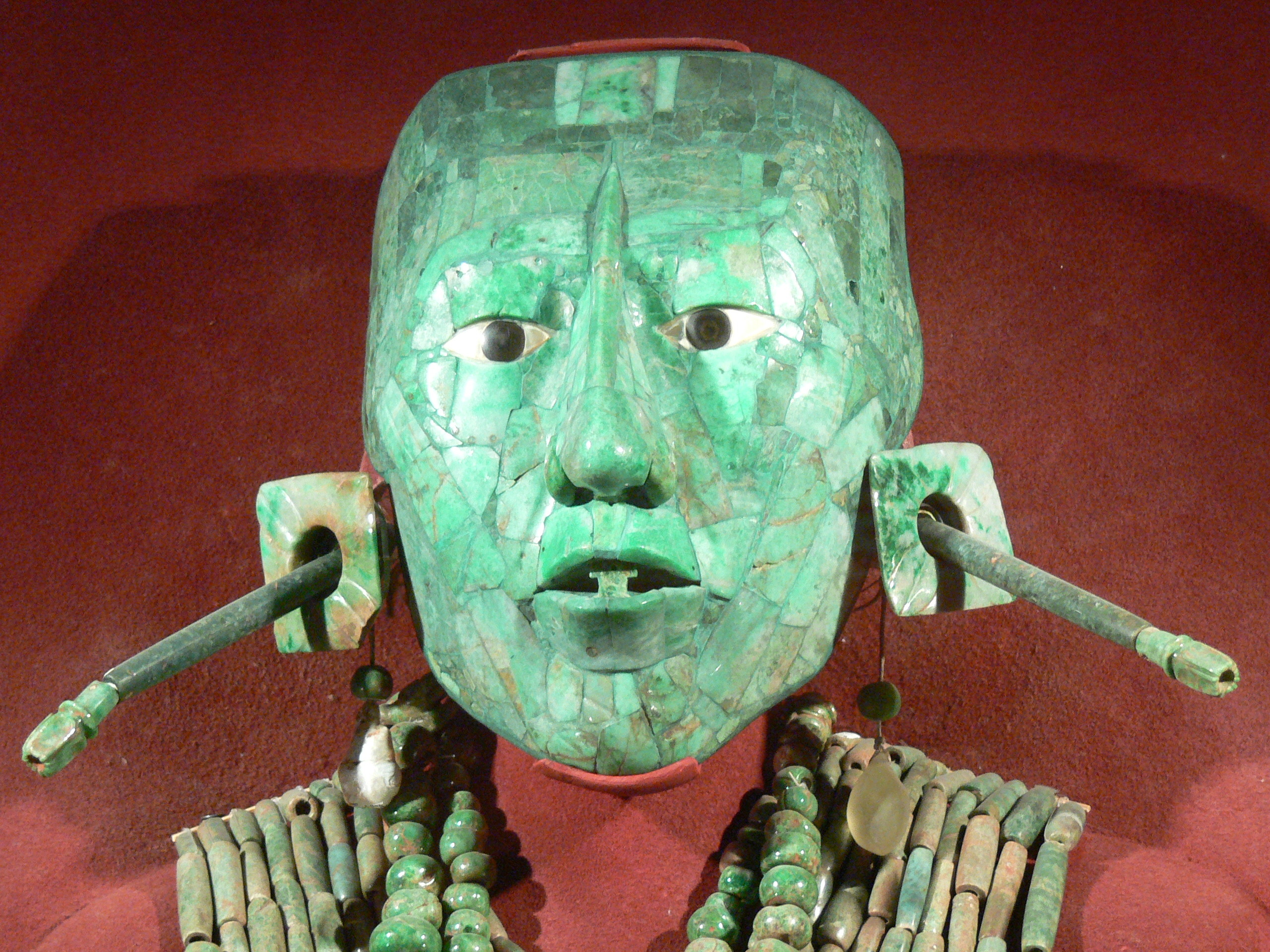
Tomba di Pakal: Maschera funebre
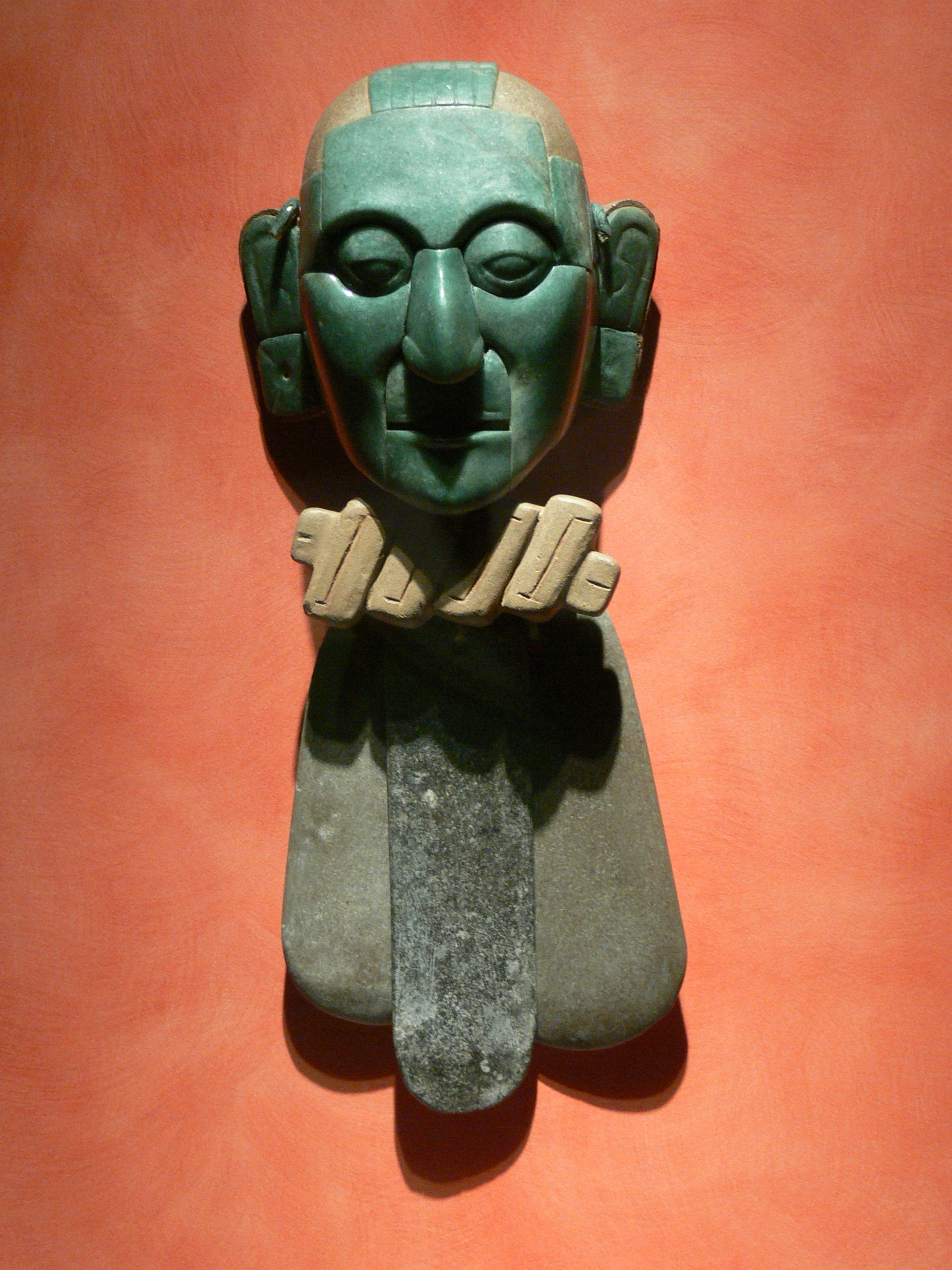
Tomba di Pakal: Offerta funebre

Riproduzione del coperchio del sarcofago di Pakal

Unico nel suo genere è il condotto che conduce dalla tomba stessa, attraverso la scalinata ad un buco nella pietra che chiudeva l'ingresso. Questo condotto è probabilmente un parallelo architettonico al concetto dell'abbandono dell'anima al momento della morte nell'escatologia Maya; tesi avallata anche dalla presenza di un'iscrizione: ochb'ihaj sak ik'il (la via d'ingresso del bianco alito) usata per riferirsi all'abbandono del corpo da parte dell'anima.
Il bassorilievo presente sul coperchio del sarcofago è oggetto di grandi discussioni tra gli archeologi.
Vi è rappresentato il re Pakal, nelle sembianze di una manifestazione del dio maya del mais che sta emergendo o inabissandosi nel mondo dei morti.
Inizialmente Linda Schele, David Freidel, e altri pensarono alla figura di Pakal come discendente nel mondo dei morti, ma più recentemente, David Stuart e Freidel hanno suggerito una visione opposta, basata sui testi e glifi che accompagnano simili scene. In queste immagini, il glifo della nascita (pronunciato SIH-ya-ja) è molto simile all'evento rappresentato.
Negli altri geroglifici presenti nel tempio vengono descritti approssimativamente 180 anni di storia della città dal IV al XII K'atun, ovvero il periodo finale del K'atun di K'inich Janaab' Pakal; detto periodo era incentrato sulle icone delle divinità patrone della città, conosciute collettivamente come la Triade di Palenque o individualmente come GI, GII e GIII

### Il Palazzo

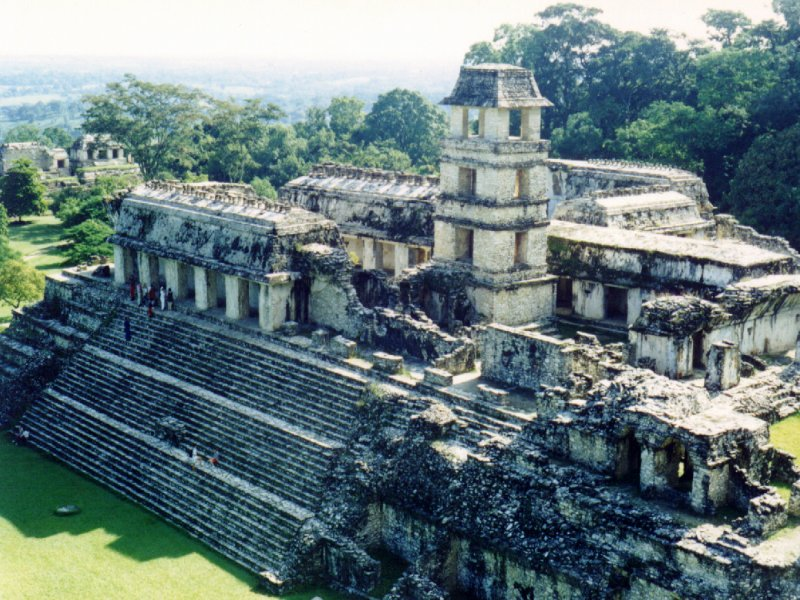
Palenque: Il Palazzo

Il Palazzo ("El Palacio" in spagnolo) è un complesso di edifici adiacenti e interconnessi e cortili costruiti, rimodellati e modificati da diverse generazioni lungo un periodo di 400 anni, su una terrazza artificiale.
È situato nella parte centrale della zona archeologica e il suo nome è dovuto all'unione di corti, portici e passaggi sotterranei, e alla torre a quattro corpi che lo formano.
Contiene sculture e bassorilievi in stucco di alto valore artistico.

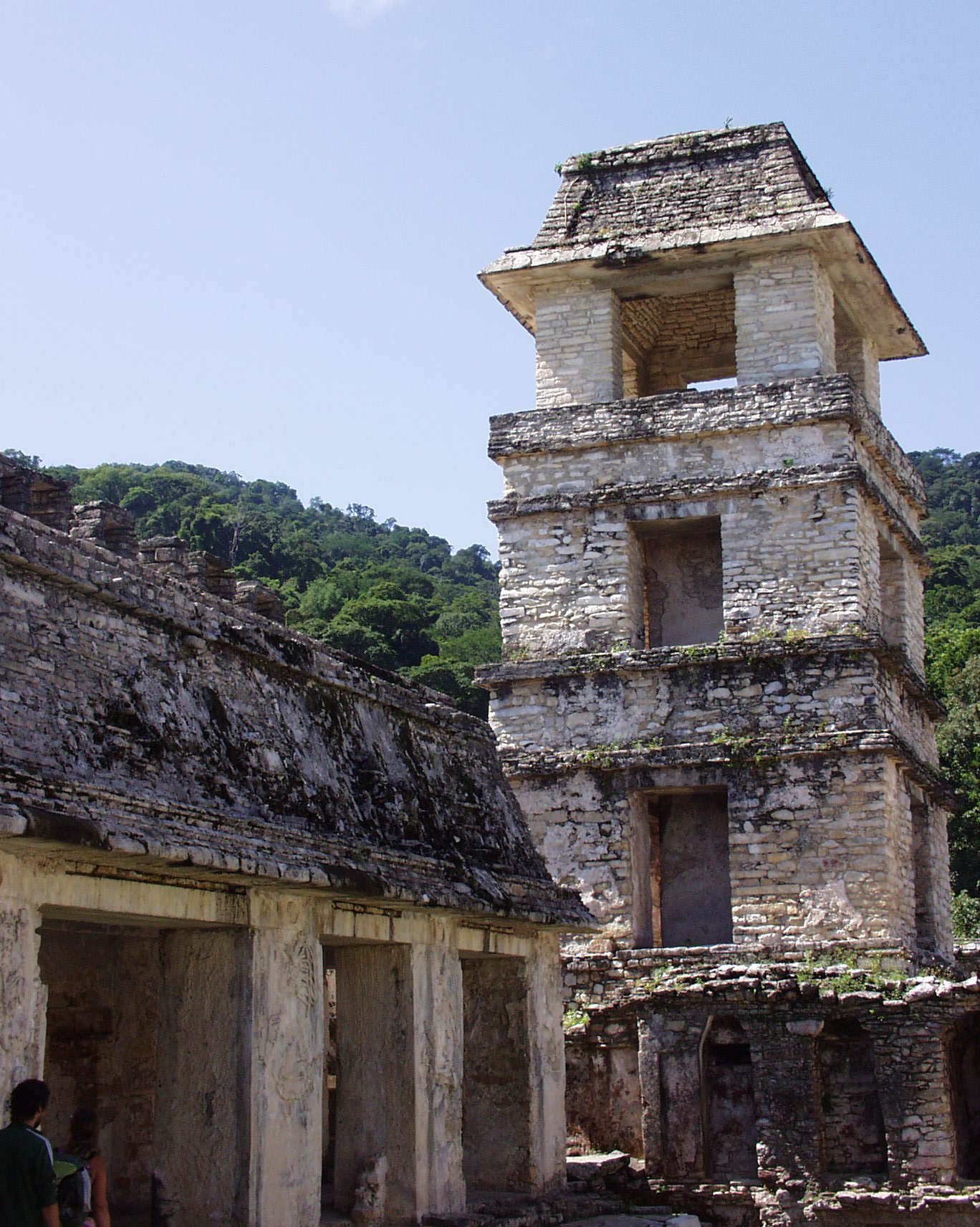
La torre a quattro corpi
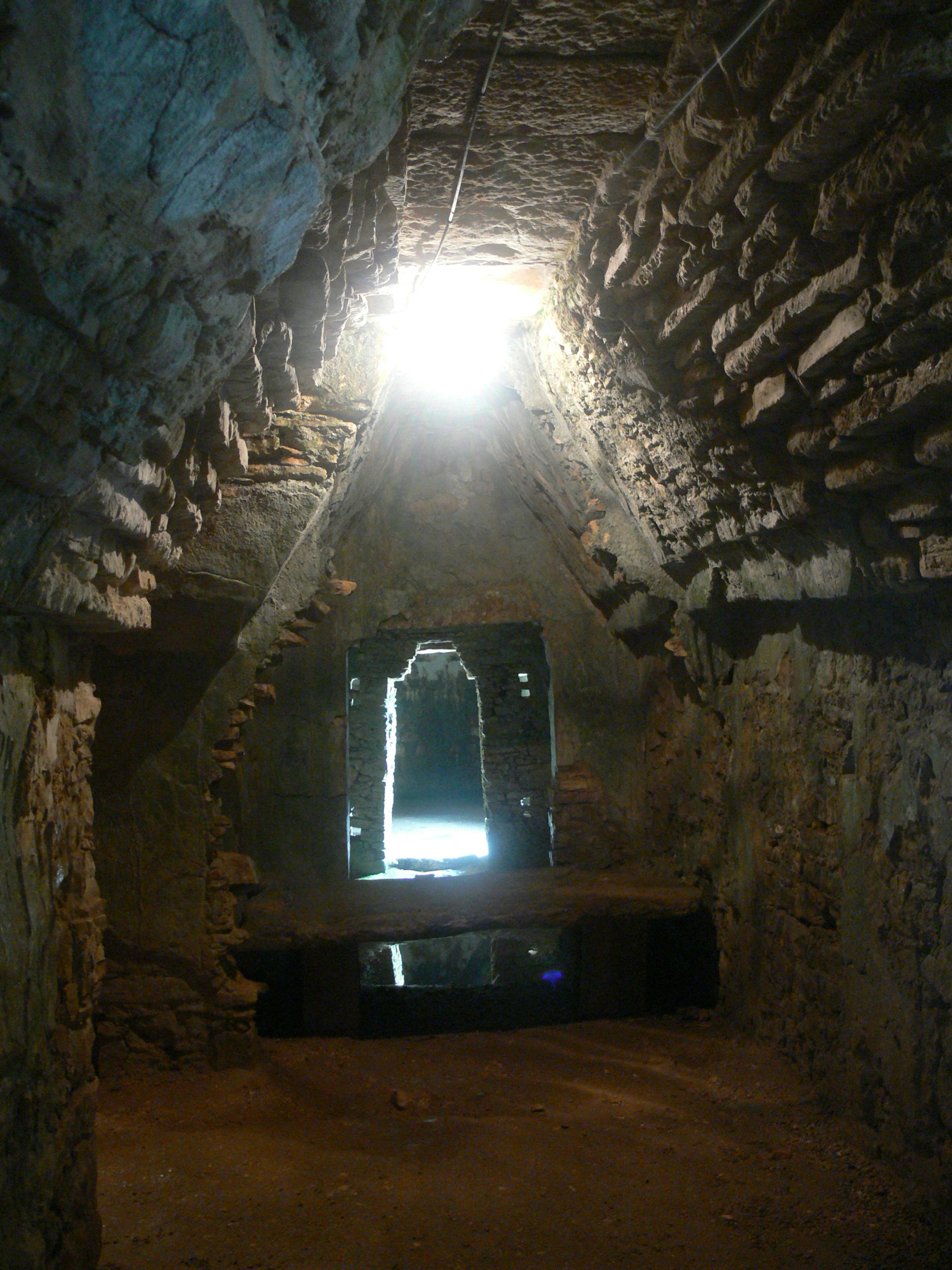
Passaggio sotterraneo
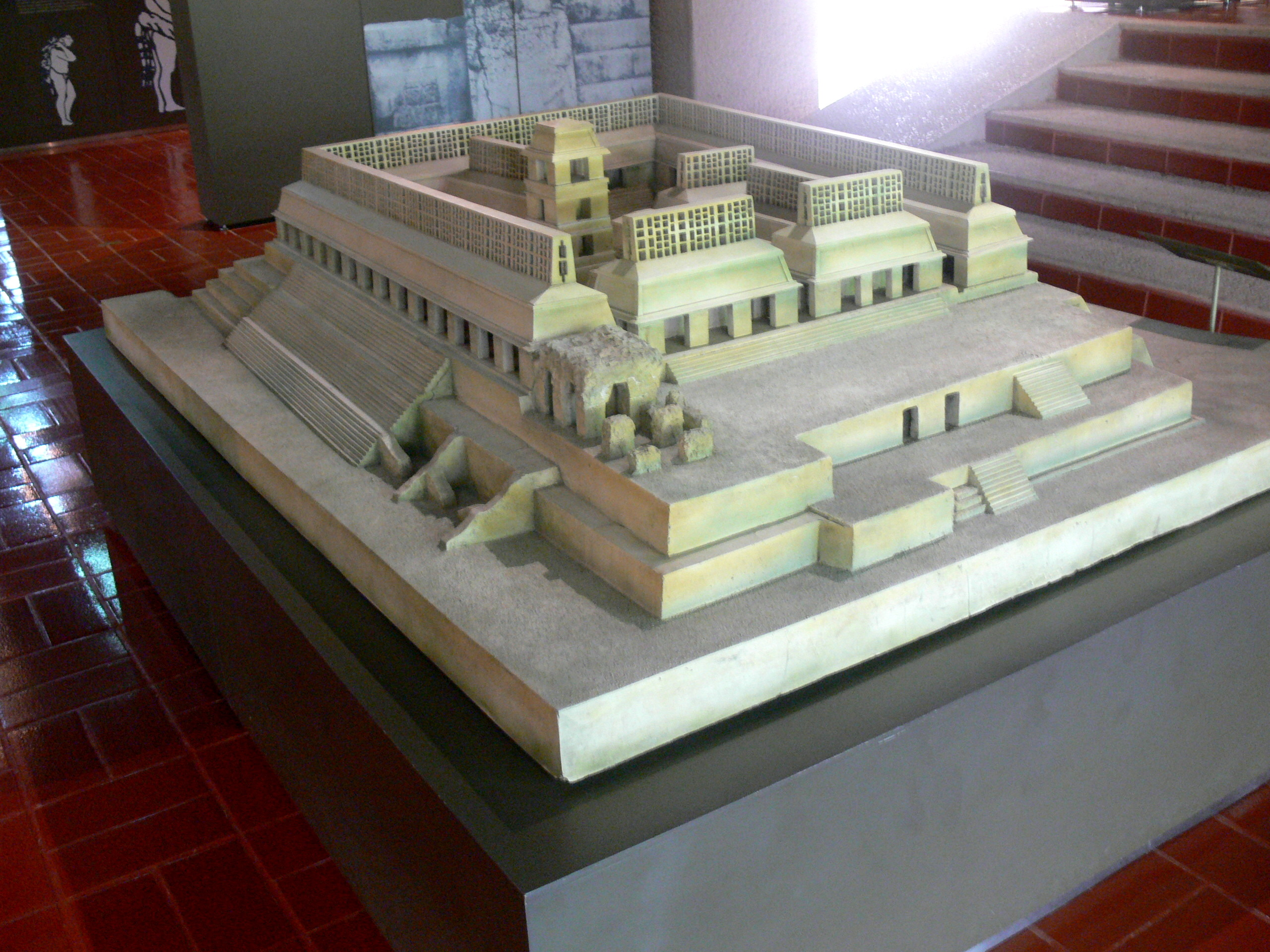
Ricostruzione del Palazzo presente nel museo del sito archeologico

### Gruppo delle Croci
Il gruppo delle croci ("El conjunto de las cruces" in spagnolo) è formato dal "Tempio della croce" ("Templo de la cruz"), dal Tempio del sole ("Templo del sol") e dal "Tempio della Croce fogliata" ("Templo de la cruz foliada").
Si tratta di un insieme di templi costruiti su una piramide a gradini, ognuno dei quali presenta importanti bassorilievi nel suo interno.
I templi commemorano l'ascesa al trono del Signore Chan Bahlum II, dopo la morte del re Pacal il Grande e raffigurano il nuovo Signore mentre riceve la grandezza dalle mani del suo predecessore.
Le croci alle quali si riferiscono i nomi dei templi sono in realtà rappresentazioni dell'albero della creazione che si trova al centro del mondo (secondo la mitologia Maya).
Il "Tempio della Croce" conserva ancora la "cresta", un muro sovrastante la struttura. Al suo interno c'era il tavolo centrale (oggi esibito al museo nazionale di Antropologia) che raffigura il mostro della Terra dal quale germoglia una pianta di mais. Sopra la pianta, affiancata da due figure umane, è posato un uccello mitologico.
Il "Tempio della Croce Fogliata" ha perso la sua facciata e solo un passaggio secondario risulta oggi completo.

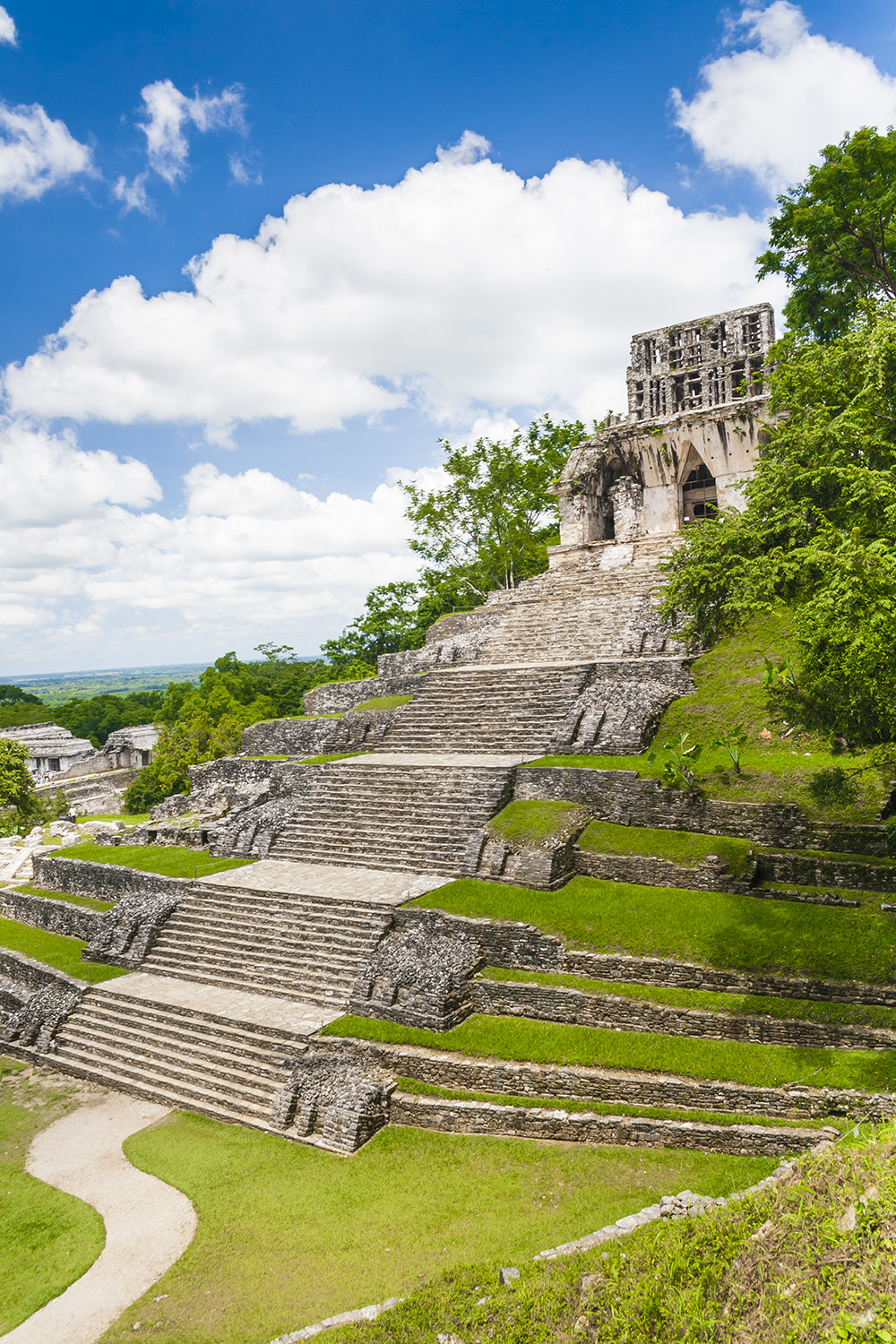
Tempio della Croce
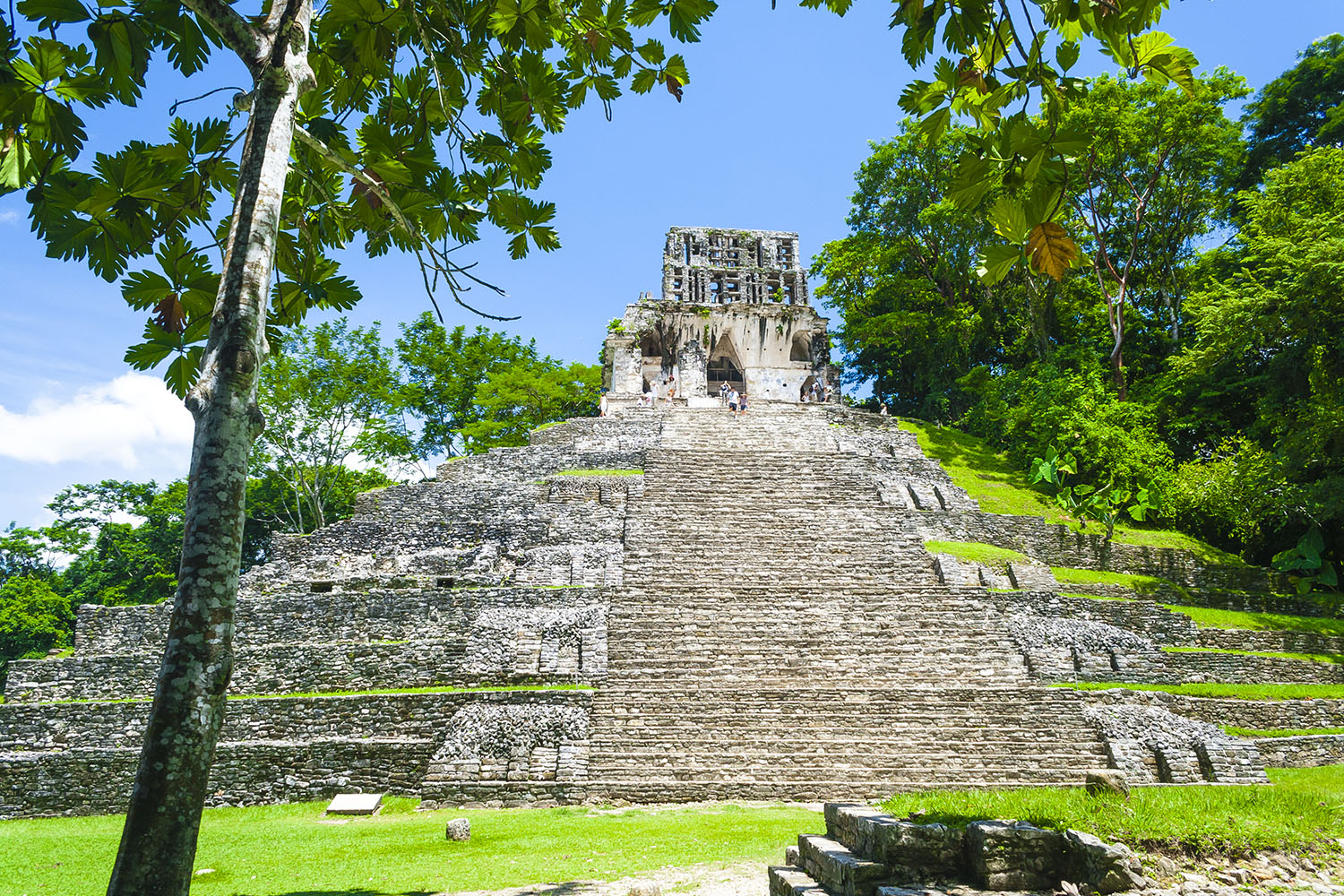
Tempio della Croce
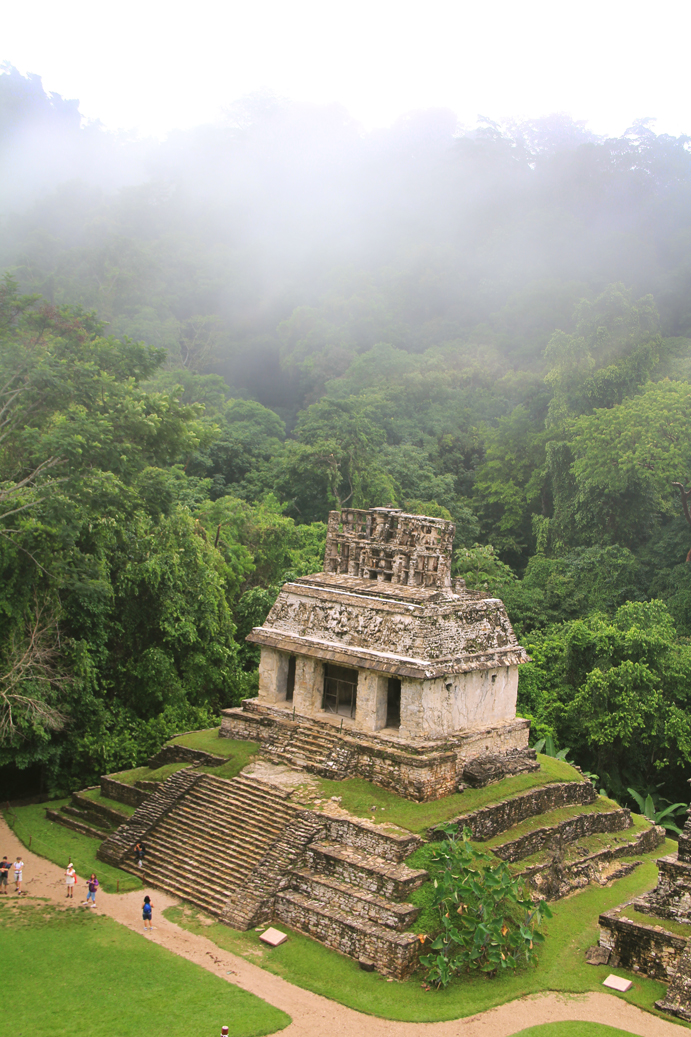
Tempio del Sole
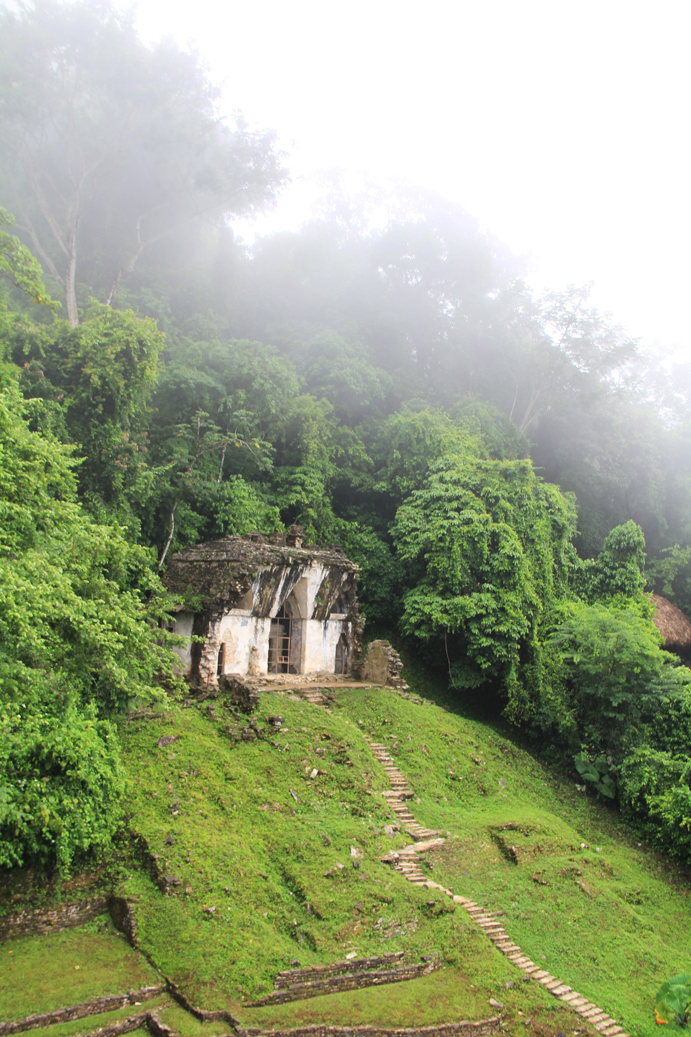
Tempio della Croce Fogliata
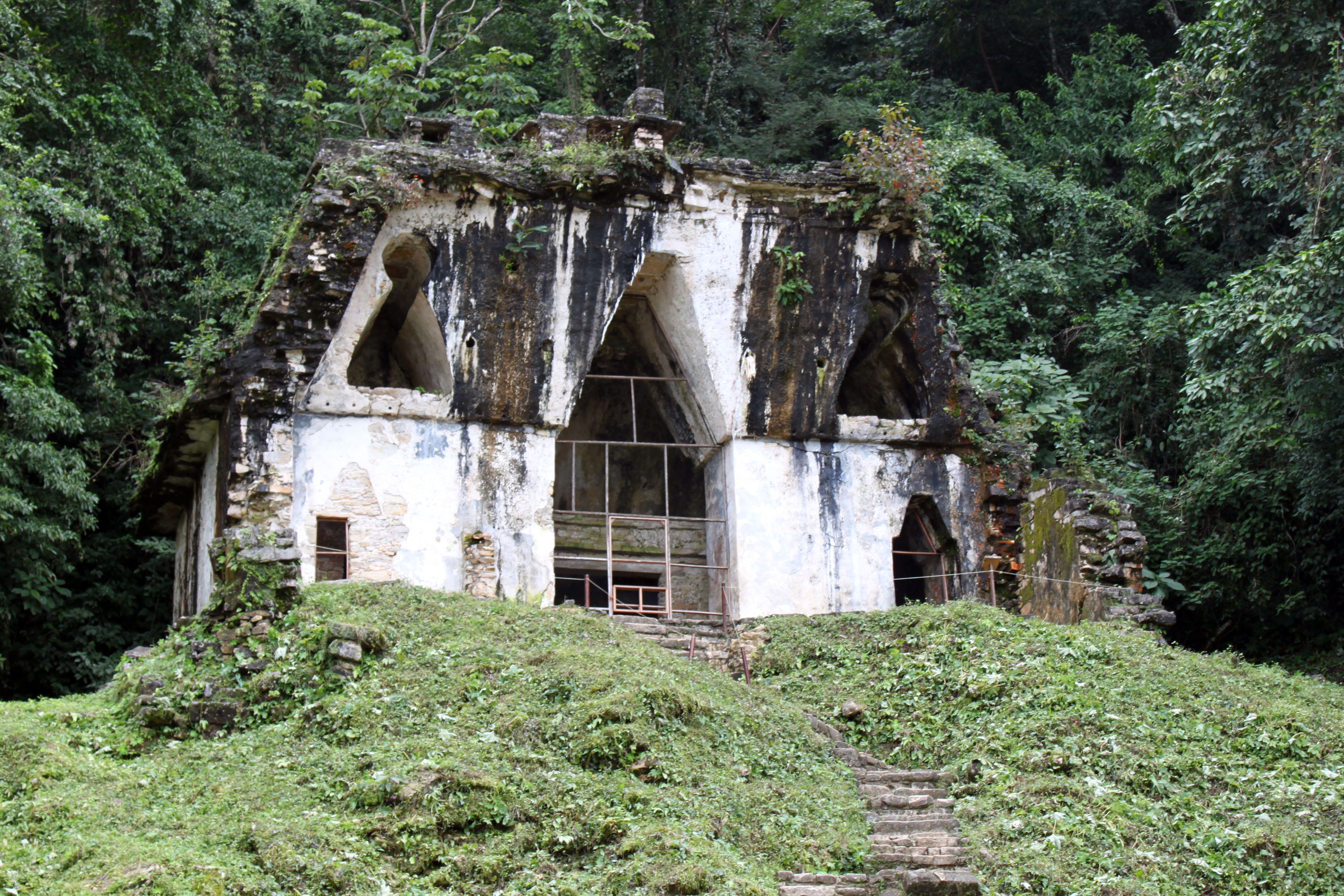
Tempio della Croce Fogliata

### Acquedotto
Si tratta di una struttura di tre metri di altezza che conduce al fiume Otolum attraversando la piazza principale di Palenque lungo la sezione che corrisponde alla facciata orientale del Palazzo.
L'acquedotto è completato da un ponte di pietra costruito nel luogo conosciuto come Bagno della Regina ("Baño de la Reina") all'estremo nord del gruppo principale.

### Tempio del Leone

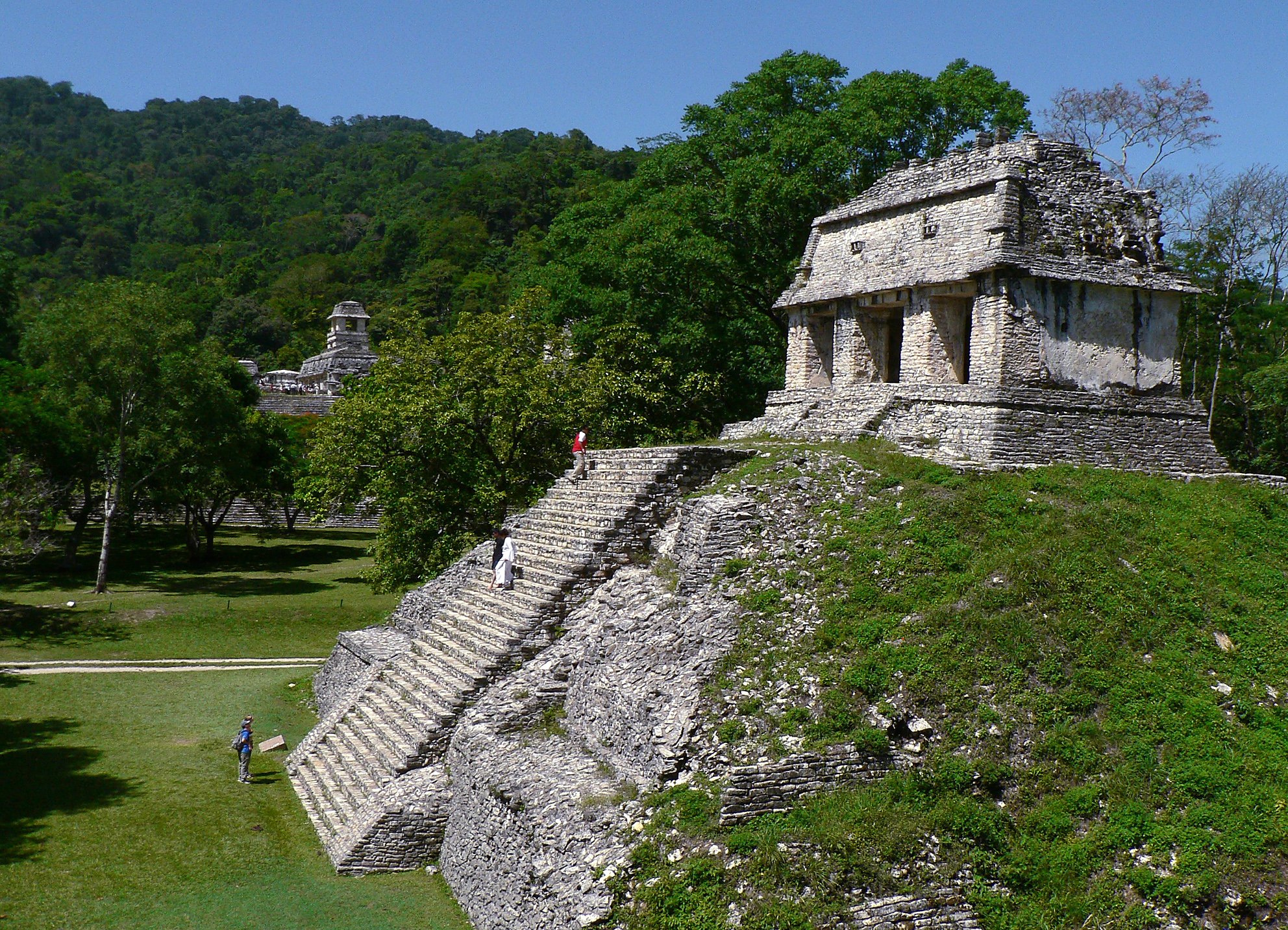
Tempio del Conte

Il Tempio del Leone ("Templo del león) si trova 200 m a sud del gruppo principale. Deve il suo nome ad un elaborato bassorilievo, oggi distrutto, che rappresentava un re seduto su un trono a forma di giaguaro bicefalo.

### Tempio del Conte
Il Tempio del Conte ("Templo del Conde") fu chiamato così a causa di Jean Frederic Waldeck che lo abitò durante la sua permanenza a Palenque. Waldeck in realtà non era conte, ma si attribuiva dei titoli nobiliari.
L'elegante edificio ha un basamento a gradini costituito da cinque corpi.
Sulla sommità c'è un tempio che conserva la totalità dei suoi elementi architettonici originali.

### Gioco della Palla
Sono due piattaforme parallele che formano la struttura per il gioco della palla.

## Regnanti

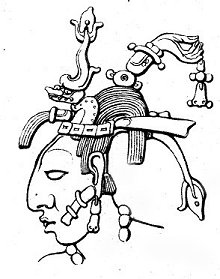
K'inich Janaab' Pakal fu il più celebre re di Palenque

Ecco una lista di regnanti maya di cui abbiamo notizie e che governavano Palenque.
- K'uk' B'ahlam I - 11 marzo 431, 435
- "Casper" (è un soprannome; l'antico nome non è stato tradotto) - 10 agosto 435, 487
- B'utz'aj Sak Chiik - 29 giugno 487, 501
- Ahkal Mo' Naahb I - 5 giugno 501, 524
- K'an Joy Chitam I - 25 febbraio 529, 8 febbraio 565
- Ahkal Mo' Naahb II - 4 maggio 565, 23 giugno 570
- K'an B'alam I - 8 aprile 572, 3 febbraio 583
- Yohl Ik'nal (una donna) - 583, 604
- Aj Ne' Yohl Mat - 605, 612
- Red Nockie 612
- Pacal I - (612)
- Sak K'uk' (una donna) - 612, 615
- K'inich Janaab' Pakal (detto Pacal II o Pacal il Grande) - 615, 683
- K'inich Kan B'ahlam II (Chan Bahlam II) - 683, 702
- K'inich K'an Joy Chitam II - 702, 711
- K'inich Ahkal Mo' Naahb III (Chaacal III) - 3 gennaio 722, dopo il 729
- K'inich Janaab' Pakal II (Pacal III) - fino al 742
- K'inich K'uk' B'ahlam II - 8 marzo 765, data ignota
- Wak Kimi Janaab' Pakal (Pacal IV) - 13 novembre 799, data ignota

## Altri significati
- Un palenque era anche un villaggio nascosto nelle selve dell'America coloniale spagnola. Essi erano formati da schiavi fuggiti e a volte indios. Poiché molti schiavi non hanno avuto molti contatti con i bianchi, i "palenqueros" parlavano lingue creole mescolate con lo spagnolo o le loro lingue africane. Si veda creolo spagnolo.
- In filippino palenque è il mercato del paese.